# 1000 km de Monza
Los 1000 km de Monza, en algunas ediciones, es una carrera de automovilismo de velocidad para gran turismos y sport prototipos que se disputa en el circuito italiano de Monza. Originalmente se usaba un trazado de 10.100 metros que incluía el óvalo con chicanes. En 1970 se adoptó el circuito actual sin las curvas peraltadas, de alrededor de 5.800 metros de longitud según el año.
Desde su edición inaugural, formó parte del calendario del Campeonato Mundial de Resistencia durante prácticamente tres décadas con tres excepciones: no hubo carrera en 1978 y 1989, y la edición 1979 fue fecha del Campeonato Italiano de Grupo 6. En dicha época se la consideró de las carreras de resistencia más prestigiosas del país, junto a la Mille Miglia y la Targa Florio.
Tras la desaparición del mundial, la carrera fue reflotada en 1997 y 1998 como parte del Campeonato Italiano de Gran Turismos. El Campeonato de la FIA de Sport Prototipos retomó la carrera por única vez en 2001. Su heredera, la Le Mans Series, disputó los 1000 km de Monza en 2004, 2005, 2007 y 2008; las dos primeras tuvieron lugar en mayo y julio respectivamente, en tanto que las dos siguientes retomaron el sitio habitual en abril. La prueba retornó a la ahora denominada European Le Mans Series, celebrada en mayo. La carrera regresará al Campeonato Mundial de Resistencia en 2021, en este caso en el mes de julio.
Las dos primeras ediciones de la competición duraron tres horas, tras lo cual se tomó el formato de 1000 km en 1965, imitando a los 1000 km de Nürburgring, que le hizo alcanzar el estatus de carrera de resistencia. Así, los 1000 km de Monza se disputaron durante dos décadas salvo en 1976 (cuatro horas) y 1977 (500 km). La carrera fue acortada nuevamente a 360 km en 1986, volvió a 1000 km en 1987 y 1988, y sus tres últimas ediciones como parte del Mundial de Resistencia duraron 480, 430 y 500 km. Las ediciones posteriores hasta 2008 duraron todas 1000 km. La ELMS usa un formato de 4 horas. La edición 2021 tendrá una duración de 6 horas.

## Ganadores
| Año       | Pilotos                                          | Automóvil                | Equipo               | Campeonato                                                  |
| 3 horas   | 3 horas                                          | 3 horas                  | 3 horas              | 3 horas                                                     |
| --------- | ------------------------------------------------ | ------------------------ | -------------------- | ----------------------------------------------------------- |
| 1963      | Roy Salvadori                                    | Aston Martin DP214       | David Brown          | Campeonato Mundial de Automóviles Deportivos                |
| 1964      | Rob Slotemaker                                   | Porsche 904 GTS          | Ben Pon              | Campeonato Mundial de Automóviles Deportivos                |
| 1000 km   |                                                  |                          |                      |                                                             |
| 1965      | Mike Parkes Jean Guichet                         | Ferrari 275P2            | Ferrari              | Campeonato Mundial de Automóviles Deportivos                |
| 1966      | John Surtees Mike Parkes                         | Ferrari 330P3            | Ferrari              | Campeonato Mundial de Automóviles Deportivos                |
| 1967      | Lorenzo Bandini Chris Amon                       | Ferrari 330P4            | Ferrari              | Campeonato Mundial de Automóviles Deportivos                |
| 1968      | David Hobbs Paul Hawkins                         | Ford GT40 Mk.I           | John Wyer            | Campeonato Mundial de Marcas                                |
| 1969      | Jo Siffert Brian Redman                          | Porsche 908LH            | Porsche              | Campeonato Mundial de Marcas                                |
| 1970      | Pedro Rodríguez de la Vega Leo Kinnunen          | Porsche 917K             | John Wyer            | Campeonato Mundial de Marcas                                |
| 1971      | Pedro Rodríguez de la Vega Jackie Oliver         | Porsche 917K             | John Wyer            | Campeonato Mundial de Marcas                                |
| 1972      | Jacky Ickx Clay Regazzoni                        | Ferrari 312PB            | Ferrari              | Campeonato Mundial de Marcas                                |
| 1973      | Jacky Ickx Brian Redman                          | Ferrari 312PB            | Ferrari              | Campeonato Mundial de Marcas                                |
| 1974      | Arturo Merzario Mario Andretti                   | Alfa Romeo 33TT12        | Autodelta            | Campeonato Mundial de Marcas                                |
| 1975      | Arturo Merzario Jacques Laffite                  | Alfa Romeo 33TT12        | Kauhsen              | Campeonato Mundial de Marcas                                |
| 4 horas   |                                                  |                          |                      |                                                             |
| 1976      | Jochen Mass Jacky Ickx                           | Porsche 936              | Martini Racing       | Campeonato Mundial de Automóviles Deportivos                |
| 500 km    |                                                  |                          |                      |                                                             |
| 1977      | Vittorio Brambilla                               | Alfa Romeo 33SC12        | Autodelta            | Campeonato Mundial de Automóviles Deportivos                |
| 1978      | No se disputó                                    | No se disputó            | No se disputó        | No se disputó                                               |
| 1000 km   |                                                  |                          |                      |                                                             |
| 1979      | Renzo Zorzi Marco Copaferri                      | Lola T286-Ford           |                      | Campeonato Italiano de Grupo 6                              |
| 1980      | Alain de Cadenet Desiré Wilson                   | De Cadenet-Ford          | Alain de Cadenet     | Campeonato Mundial de Marcas Campeonato Italiano de Grupo 6 |
| 1981      | Edgar Dören Jürgen Lässig Gerhard Holup          | Porsche 935 K3           | Weralit              | Campeonato Mundial de Resistencia                           |
| 1982      | Henri Pescarolo Giorgio Francia                  | Rondeau M382-Ford        | Jean Rondeau         | Campeonato Mundial de Resistencia                           |
| 1983      | Bob Wollek Thierry Boutsen                       | Porsche 956              | Joest                | Campeonato Mundial de Resistencia                           |
| 1984      | Stefan Bellof Derek Bell                         | Porsche 956              | Porsche              | Campeonato Mundial de Resistencia                           |
| 1985      | Manfred Winkelhock Marc Surer                    | Porsche 962C             | Kremer               | Campeonato Mundial de Resistencia                           |
| 360 km    |                                                  |                          |                      |                                                             |
| 1986      | Hans-Joachim Stuck Derek Bell                    | Porsche 962C             | Porsche              | Campeonato Mundial de Sport Prototipos                      |
| 1000 km   |                                                  |                          |                      |                                                             |
| 1987      | John Watson Jan Lammers                          | Jaguar XJR-8             | Jaguar               | Campeonato Mundial de Sport Prototipos                      |
| 1988      | Martin Brundle Eddie Cheever                     | Jaguar XJR-9             | Jaguar               | Campeonato Mundial de Sport Prototipos                      |
| 1989      | No se disputó                                    | No se disputó            | No se disputó        | No se disputó                                               |
| 480 km    |                                                  |                          |                      |                                                             |
| 1990      | Mauro Baldi Jean-Louis Schlesser                 | Mercedes-Benz C11        | Sauber Mercedes      | Campeonato Mundial de Sport Prototipos                      |
| 430 km    |                                                  |                          |                      |                                                             |
| 1991      | Martin Brundle Derek Warwick                     | Jaguar XJR-14            | Jaguar               | Campeonato Mundial de Sport Prototipos                      |
| 500 km    |                                                  |                          |                      |                                                             |
| 1992      | Geoff Lees Hitoshi Ogawa                         | Toyota TS010             | Toyota Team Tom's    | Campeonato Mundial de Sport Prototipos                      |
| 1993-1996 | No se disputó                                    | No se disputó            | No se disputó        | No se disputó                                               |
| 1000 km   |                                                  |                          |                      |                                                             |
| 1997      | Thomas Bscher John Nielsen                       | Kremer K8 Spyder-Porsche | Kremer               | Challenge Endurance Italia                                  |
| 1998      | Thomas Bscher Geoff Lees                         | McLaren F1 GTR           | GTC                  | Campeonato Italiano de GT Challenge Endurance Italia        |
| 1999-2000 | No se disputó                                    | No se disputó            | No se disputó        | No se disputó                                               |
| 2001      | Giovanni Lavaggi Christian Vann                  | Ferrari 333 SP-Judd      | GLV Brums            | Campeonato de Sport Prototipos de la FIA                    |
| 2002-2003 | No se disputó                                    | No se disputó            | No se disputó        | No se disputó                                               |
| 2004      | Jamie Davies Johnny Herbert                      | Audi R8 LMP              | Audi Sport UK Veloqx | Le Mans Endurance Series                                    |
| 2005      | Emmanuel Collard Jean-Christophe Boullion        | Pescarolo C60-Judd       | Pescarolo            | Le Mans Endurance Series                                    |
| 2006      | No se disputó                                    | No se disputó            | No se disputó        | No se disputó                                               |
| 2007      | Nicolas Minassian Marc Gené                      | Peugeot 908 HDI FAP      | Peugeot              | Le Mans Series                                              |
| 2008      | Stéphane Sarrazin Pedro Lamy                     | Peugeot 908 HDI FAP      | Peugeot              | Le Mans Series                                              |
| 2009-2016 | No se disputó                                    | No se disputó            | No se disputó        | No se disputó                                               |
| 4 horas   |                                                  |                          |                      |                                                             |
| 2017      | Léo Roussel Ryō Hirakawa Guillermo Rojas         | Oreca 07-Gibson          | G-Drive Racing       | European Le Mans Series                                     |
| 2018      | Andrea Pizzitola Román Rúsinov Jean-Éric Vergne  | Oreca 07-Gibson          | G-Drive Racing       | European Le Mans Series                                     |
| 6 horas   |                                                  |                          |                      |                                                             |
| 2021      | Mike Conway Kamui Kobayashi José María López     | Toyota GR010 Hybrid      | Toyota Gazoo Racing  | Campeonato Mundial de Resistencia                           |
| 2022      | Nicolas Lapierre André Negrão Matthieu Vaxivière | Alpine A480              | Alpine Elf Team      | Campeonato Mundial de Resistencia                           |